# Инвазивная процедура
Инвази́вная процеду́ра (от новолатинского invasivus; от invado — «вхожу внутрь») — медицинская процедура, связанная с проникновением через естественные внешние барьеры организма (кожа, слизистые оболочки).
Примером простейшей инвазивной процедуры является любая инъекция, а самой сложной — хирургическая операция.
Это основной способ, которым хирург, в отличие от терапевта, оказывает помощь больному.
Другой пример — лечение кариеса в стоматологии. Инвазивная процедура лечения кариеса предполагает препарирование кариозной полости с использованием бормашины. Есть также неинвазивный способ, который является консервативным и не предполагает оперативное препарирование кариозной полости, он характерен для стадии кариеса «стадия кариозного пятна», также может применяться при поверхностном кариесе.
Инвазивныe процедуры могут применяться также для диагностики. Примерами инвазивныx исследований являются биопсия, инвазивное электрофизиологическое исследование сердца и инвазивные генетические проверки эмбриона.